# 福島県道310号庭坂福島線
福島県道310号庭坂福島線（ふくしまけんどう310ごう にわさかふくしません）は、福島県福島市にある一般県道である。

## 概要
福島市町庭坂の福島県道5号上名倉飯坂伊達線との交差点を起点とし、福島市街地に向かい東進する路線である。一般に「庭坂街道・八島田街道」と呼ばれており、JR奥羽本線が並走する。庭坂・笹木野地区や福島市街地西部の野田町や東中央、森合地区周辺の住宅地と中心市街地とを結ぶ幹線道路として機能しているが、起点から市内野田町の都市計画道路方木田茶屋下線（福島市道27号方木田茶屋下線）交点にかけての区間とJR東北本線を跨ぐ西町陸橋の区間は基本的に片側1車線、その他の区間は片側2車線での整備と、一部を除き交通量に対して整備が行き届いているとは言いがたい。特に市内東中央の国道13号福島西道路（吾妻高架橋下）から野田町にかけての片側1車線区間は幅員が狭く、歩道も整備されていないために、また西町陸橋は数少ない福島駅の東西を結ぶ道路にもかかわらず幅員が狭いために常に混雑が激しい区間となっている。
都市計画道路腰浜町町庭坂線三河北町工区
市内野田町の都市計画道路方木田茶屋下線交点から三河北町交差点（西町陸橋西詰）までの全長880mの区間で、2013年（平成25年）8月8日に開通した。従来は前述のとおり歩道がなく幅員が大変狭い通りであり、右折待ち等による渋滞も度々発生していたが、道路幅員13.0m、全体幅員27.0～29.0mと大幅に拡幅され、片側2車線化と広い歩道の整備が行われ、電線の地中化も同時に行われた。三河北町交差点からヨークタウン野田にかけての340mは現道の拡幅、残りの区間は新規バイパス路線の建設となった。これにより幅員狭小区間を通らずにすみ、交通の円滑化や交通渋滞の緩和が期待されている。将来的には国道13号福島西道路付近までの新規道路建設が計画されている。開通以来起点で市道以外と接続しない所謂盲腸線の状態であったが、2017年4月7日に現道と当バイパスとの間の都市計画道路方木田茶屋下線（全長62.1m）が当県道に指定され、同時に並行する当県道の現道部分が市道に移管された。

### 路線データ
- 起点 - 福島市町庭坂字呑塚
- 終点 - 福島市陣場町
- 総延長 - 8.293km
  - 実延長 - 総延長に同じ[3]
- 路線認定年月日 - 1959年8月31日[4]

## 路線状況

### 道路施設
八島田跨線橋
- 全長：14.6m
- 幅員：10.0m
- 竣工：1967年[5]

福島市笹木野字下谷地・八島田字時田から東中央2丁目に跨り、JR奥羽本線を渡る。従来の路線から南側に大きくS字カーブを描く線形に変更され踏切の除却が行われた。現在も旧道は市道として用いられている。西詰は国道13号福島西道路吾妻高架橋の高架下に位置し、山形方面の接続路との交差点となっている。
西町跨線橋
- 全長：86.75m
- 幅員19m
- 竣工：1978年

西詰は福島市三河北町、東詰は曽根田町に位置する。JR東北本線などの在来線を跨ぐ跨線橋で、東北新幹線高架橋の下を通る。
橋上の東側では東詰の西町交差点（飯坂街道交点）に向かう下り線のみ2車線、その他は片側1車線で供用されている。両側に歩道が整備されており、車道よりも高い位置に設置されている。東側の西町交差点は直進・左折レーンと右折レーンの2車線であったが、同交差点での滞留に対応するため歩道の一部を削り左折レーンを新設した。また2007年（平成19年）に、この陸橋の南北の歩行者の通行を容易にし、福島駅周辺と北側の曽根田ショッピングセンター（現ダイユーエイトMAX福島店）周辺の活性化を図るため、盛土部分に地下横断歩道が新設された。

## 地理

### 交差する道路
- 福島県道5号上名倉飯坂伊達線（フルーツライン）（町庭坂字呑塚 起点）
- 福島県道311号八島田笹木野停車場線（八島田字台畑）
- 国道13号福島西道路（野田町字瑞畑） - 側道を介して山形方面とのみ相互接続するハーフインターの立体交差。市内大森・郡山方面へは周辺の市道への迂回が必要。
- 福島県道3号福島飯坂線（栄町（西町交差点））
- 国道13号（陣場町（陣場町交差点） 終点）

## 沿線
- いちい庭坂店
- 東北自動車道
- 福島市立野田小学校
- ロシナンテ福島西店（旧・いちい福島西店）
- ヨークタウン野田
- 福島製作所
- ポリテクセンター福島
- ダイユーエイトMAXふくしま